# Manuel Alvarado y Barroeta
Manuel Alvarado y Barroeta fue un político y abogado costarricense. Nació en San José, Costa Rica, el 2 de junio de 1820. Fue hijo de Manuel Alvarado y Alvarado y Rosalía Barroeta y Baca. Se casó con Luisa Millet Castillo, hija de Santiago Millet Saint-Jean y Magdalena del Castillo Villagra, media hermana del Presidente José María Montealegre Fernández.
Se graduó de abogado en la Universidad de San Carlos de Guatemala.
Fue Magistrado de la Corte Suprema de Justicia de Costa Rica en varias oportunidades y miembro de la Asamblea Constituyente de 1859.
El 4 de mayo de 1866 el Congreso lo designó como Regente de la Corte Suprema de Justicia, para completar el período de José María Castro Madriz, que había sido elegido Presidente de la República.
Durante la Regencia de Manuel Alvarado y Barroeta, los integrantes de la Corte fueron:
Regente: Manuel Alvarado y Barroeta 
Magistrados: 
- José Gregorio Trejos Gutiérrez (elegido para el período 1864-1868)
- Ramón Loría Vega (elegido para el período 1864-1868)
- José Concepción Pinto Castro (elegido para el período 1864-1868)
- Manuel Argüello Mora (elegido para el período 1864-1868)
- Camilo Esquivel Sáenz (elegido el 4 de mayo de 1866 para completar el período de Alvarado y Barroeta, que concluía en 1868)

Fiscal: Eusebio Figueroa Oreamuno (elegido para el período 1864-1868)
Conjueces legos (elegidos para el período 1864-1868):
- Joaquín Alvarado
- Rafael Araya
- Manuel Mora Fernández
- Alejo Jiménez
- Jerónimo Esquivel

Manuel Alvarado y Barroeta cesó en las funciones de Regente de la Corte el 8 de mayo de 1868, y el Congreso designó para sucederle en la Regencia al Magistrado José Gregorio Trejos Gutiérrez.
Fue también ministro Plenipotenciario en Nicaragua, Secretario de Hacienda y Comercio y ministro Plenipotenciario en el Perú, Chile y la Gran Bretaña. Debido a su participación en las negociaciones de varios desastrosos empréstitos ferrocarrileros para Costa Rica contratados en Londres, renunció a su cargo diplomático y decidió no regresar al país. Murió en París, Francia, en 1889.